# Districte de Hradec Králové
El districte de Hradec Králové - (txec) Okres Hradec Králové - és un districte de la regió de Hradec Králové, a la República Txeca. La capital és Hradec Králové.

## Llista de municipis
Babice • 
Barchov • 
Běleč nad Orlicí • 
Benátky • 
Blešno • 
Boharyně Plantilla:Malé • 
Černilov Plantilla:Malé • 
Černožice • 
Čistěves • 
Divec • 
Dobřenice • 
Dohalice Plantilla:Malé • 
Dolní Přím Plantilla:Malé • 
Habřina • 
Hlušice Plantilla:Malé • 
Hněvčeves • 
Holohlavy • 
Hořiněves Plantilla:Malé • 
Hradec Králové Plantilla:Malé • 
Hrádek • 
Humburky • 
Hvozdnice • 
Chlumec nad Cidlinou Plantilla:Malé • 
Chudeřice • 
Jeníkovice • 
Jílovice • 
Káranice • 
Klamoš Plantilla:Malé • 
Kobylice • 
Kosice • 
Kosičky • 
Králíky • 
Kratonohy Plantilla:Malé • 
Kunčice • 
Ledce Plantilla:Malé • 
Lejšovka • 
Lhota pod Libčany Plantilla:Malé • 
Libčany Plantilla:Malé • 
Libníkovice Plantilla:Malé • 
Librantice • 
Libřice • 
Lišice • 
Lodín Plantilla:Malé • 
Lochenice • 
Lovčice • 
Lužany • 
Lužec nad Cidlinou • 
Máslojedy • 
Měník Plantilla:Malé • 
Mlékosrby • 
Mokrovousy • 
Myštěves • 
Mžany Plantilla:Malé • 
Neděliště • 
Nechanice Plantilla:Malé  • 
Nepolisy Plantilla:Malé • 
Nové Město • 
Nový Bydžov Plantilla:Malé  • 
Obědovice • 
Ohnišťany • 
Olešnice Plantilla:Malé • 
Osice Plantilla:Malé • 
Osičky • 
Petrovice Plantilla:Malé • 
Písek • 
Prasek • 
Praskačka Plantilla:Malé • 
Předměřice nad Labem • 
Převýšov • 
Pšánky • 
Puchlovice • 
Račice nad Trotinou • 
Radíkovice • 
Radostov • 
Roudnice • 
Sadová • 
Sendražice • 
Skalice Plantilla:Malé • 
Skřivany • 
Sloupno • 
Smidary Plantilla:Malé • 
Smiřice Plantilla:Malé • 
Smržov Plantilla:Malé • 
Sovětice Plantilla:Malé • 
Stará Voda • 
Starý Bydžov • 
Stěžery Plantilla:Malé • 
Stračov Plantilla:Malé • 
Střezetice Plantilla:Malé • 
Světí • 
Syrovátka • 
Šaplava • 
Těchlovice • 
Třebechovice pod Orebem Plantilla:Malé • 
Třesovice Plantilla:Malé • 
Urbanice • 
Vinary Plantilla:Malé • 
Vrchovnice • 
Všestary Plantilla:Malé • 
Výrava Plantilla:Malé • 
Vysoká nad Labem • 
Vysoký Újezd • 
Zachrašťany • 
Zdechovice